# Сэра (альбом)
«Сэ́ра» — дебютный альбом российского исполнителя популярной музыки Валерия Меладзе. В марте 2014 года журнал «Афиша» включил альбом в редакционный список «30 лучших русских поп-альбомов».

## Истоки и создание
До начала сольной карьеры Валерий Меладзе вместе со своим братом Константином играли в рок-группе «Диалог». В начале 90-х Валерий знакомится с продюсером Евгением Фридляндом, и тот организует группе гастрольный тур по Кемеровской области. Публика по-разному воспринимала концертную программу группы — рок-сюиту «Посредине мира» на стихи Арсения Тарковского. По окончании тура Меладзе начинает делать шаги в сторону сольной карьеры.

«Мы хотели от арт-рока и всяких сложных штук двигаться к музыке попроще. Я всю жизнь люблю a-ha — для меня это эталон стиля и выдержки, за 25 лет ни разу не просели. Ещё я очень ценил Ника Кершоу и Johnny Hates Jazz — новая волна, новые романтики. (Я в прошлом году услышал группу Hurts, мне сказали, что они что-то такое новое придумали, да ну — один в один с теми же Johnny Hates Jazz.) Мы хотели создавать в России что-то похожее — но с поправкой на то, что прошло десять лет, и на то, что мы всё-таки не в Британии. Это была нетипичная ситуация для русской поп-музыки: нас хорошо воспринимали слушатели — и в то же время музыканты, которые с нами играли, уважительно говорили: „Да, парни, у вас приличный музон“».— Валерий Меладзе, «История поп-музыки от Ветлицкой до Елки 1991-2011»
Говоря о том, почему альбом получился таким лиричным и романтичным, Меладзе отмечал тогдашнее засилие блатной тематики, доминирование «чернухи» и тёмных сторон жизни, которые режиссёры «старательно выпячивают на телеэкране»: «Хотелось показать, что в жизни есть место и любви, дружбе, природе, нормальным человеческим отношениям. Мы ничего не придумывали и специально на успех не программировались. Писали то, что чувствовали и хотели сказать».

## Маркетинг и продвижение
Ещё до релиза альбома в 1994 году песня «Не тревожь мне душу, скрипка» стала популярна в России. Видеоклип транслировался в таких телевизионных передачах как: «МузОбоз», «Песня года-95», «Утренняя почта» и «Хит-парад Останкино». В начале 1995 года в продажу выходит альбом «Сэра», и одноимённая песня занимает лидирующие позиции на радиостанциях страны.
После релиза альбома в первой половине года Меладзе совершил длительное концертное турне по 19 крупнейшим городам России: первый концерт в Санкт-Петербурге, последний — в Красноярске. Концерт в Днепропетровске прошёл настолько удачно, что программа была повторена.

## Детали издания
Альбом был выпущен в 1995 году компанией «Союз» с 16 песнями. В том же году было выпущено коллекционное издание «Нашим родителям посвящается…» с 10 песнями и двумя новыми — «Женщина в белом» и «Так и скажи» (выпущенными на отдельном диске). Последующие переиздания 2003 и 2015 гг. содержали уже 18 песен. Каждое издание имело разное графическое оформление.

## Песни из альбома
- «Не трево́жь мне ду́шу, скри́пка» («Рома́нс») — первая песня, принёсшая известность Валерию Меладзе в музыкальных кругах. Написана Константином Меладзе в 1990 году в пустом актовом зале Николаевского кораблестроительного института. Изначально песня не удовлетворила авторов и на следующий день после записи была стёрта. Позже была воссоздана по настоянию друзей[4] в 1992 году[5]. Режиссёр видеоклипа — Лина Арифулина. Исполняется Димой Биланом на творческих вечерах братьев Меладзе. Исполнялась Александром Панайотовым в 2016 году в пятом сезоне телешоу «Голос»[7] и в последовавшем концертном туре. Валерием Меладзе не исполняется с 2003 года.
- «Сэ́ра» — второй хит. Записан в студии Аллы Пугачёвой. Песня лидировала во всех хит-парадах страны и Ближнего Зарубежья и была признана песней года по версии премии «Звезда» за 1995 год. Партию саксофона исполнил музыкант из группы «А’Студио» — Батырхан Шукенов. Видеоклип снимали в Санкт-Петербурге, режиссёр — Пётр Хазизов[8].
- «Ли́мбо» — эта песня получила известность после исполнения на Рождественских встречах у Аллы Пугачёвой в конце 1993 года[9][10]. Была очень тепло воспринята как публикой, так и слушателями. В 1996 году Профессор Лебединский и электронная группа «Русский размер» записали шуточную версию песни под названием «Лимбо-бимбо» в жанре хэппи-хардкор[11]. Спустя 10 лет, в 2006 году, на песню вышел англоязычный ремейк в исполнении Евгении Власовой и Эндрю Дональдса, а в 2007 году на «Фабрике звёзд» братьев Меладзе песню исполнил один из её участников Фил Янг.
- «Ночь накану́не Рождества́» — клип снимался в Праге и в новогодние дни 1995 года был показан по ведущим российским телеканалам более ста раз. В съёмках принимала участие старшая дочь продюсера Евгения Фридлянда. Режиссёр клипа — Александр Файфман[12], оператор — Максим Осадчий[13]. Несколько раз исполнялась Валерием Меладзе в дуэте с Алсу.
- «Холо́дное се́рдце» — лирическая композиция о безответной любви. В настоящее время не исполняется[источник не указан 2742 дня].
- «Разведи́ ого́нь» — песня, ставшая вновь популярной в 2007 году, попав в репертуар группы «БиС». С 2017 года исполняется группами MBAND и ВИА Гра. Исполняется Валерием Меладзе до сих пор[14][15][16].
- «Посреди́не ле́та» — одна из любимых песен Валерия и его группы. В данное время исполняется и её можно услышать на волнах различных радиостанций, особенно на «Ретро-FM»[17]. Режиссёр видеоклипа — Анастасия Рахлина. В 2012 году на Новой Волне эту песню исполняла певица Ёлка на творческом вечере Константина Меладзе[18].
- «Золоти́стый ло́кон» — песня посвящена на тот момент ещё будущей жене Константина Меладзе. Иногда исполняется Валерием на концертах. В 2003 году вошла в альбом «Песни без слов. Странница-осень» саксофониста группы Михаила Педченко, где дополнительно прописана партия саксофона[источник не указан 2742 дня].
- «Вале́рия» — лирическая композиция.
- «Ты ещё жив» — песня, написанная в рок-стилистике, исполнялась в начале 1990-х годов. В тексте упоминается группа «The Beatles».
- «Балери́на» — композиция времён группы «Диалог». С 2016 года входит в репертуар группы «MBAND». В их исполнении песня стала саундтреком к одноимённому мультфильму[источник не указан 2742 дня].
- «Ко́локол да́лей небе́сных» — исполнялась на концертах до 1997 года. Прозвучала в 2016 году в пятом сезоне шоу «Голос» в исполнении Яна Маерса и Алексея Романова[19]. Входит в репертуар певицы Ёлки[20][21].
- «Три ро́зы» — исполнялась до выхода диска[источник не указан 2742 дня].
- «Слу́шай ве́тер» — песня, записанная в составе группы «Диалог»[источник не указан 2742 дня].
- «Оди́н день» — песня, вошедшая в альбом группы «Диалог» «Осенний крик ястреба». В Интернете есть первый видеоклип на эту песню, снятый в Николаеве и на концерте «Диалога» (1991)[22].
- «Поднебесные реки» — написана во времена «Диалога». Валерий Меладзе называет её одной из самых любимых в альбоме[4].
- «Так и скажи́» — в настоящее время[источник не указан 2742 дня] присутствует в репертуаре Александра Рыбака. В 2009 году вошла в альбом «Двухполярный мир» группы «БиС» под названием «Не молчи»[источник не указан 2742 дня].

Песни «Один день», «Не тревожь мне душу, скрипка», «Ночь накануне Рождества», «Сэра» вошли в список 10 лучших песен по версии «Афиша Daily», приуроченный к 55-летию Валерия Меладзе.

## Список композиций
Слова и музыка всех песен — Константин Меладзе.
| №   | Название                           | Длительность |
| --- | ---------------------------------- | ------------ |
| 1.  | «Не тревожь мне душу, скрипка» (*) | 4:17         |
| 2.  | «Сэра» (*)                         | 3:53         |
| 3.  | «Лимбо» (*)                        | 4:03         |
| 4.  | «Ночь накануне Рождества» (*)      | 4:59         |
| 5.  | «Холодное сердце» (*)              | 3:36         |
| 6.  | «Разведи огонь» (*)                | 4:02         |
| 7.  | «Посредине лета» (*)               | 3:32         |
| 8.  | «Золотистый локон» (*)             | 3:33         |
| 9.  | «Валерия» (*)                      | 4:49         |
| 10. | «Ты ещё жив»                       | 3:54         |
| 11. | «Балерина» (*)                     | 4:52         |
| 12. | «Колокол далей небесных»           | 4:40         |
| 13. | «Три розы»                         | 5:10         |
| 14. | «Слушай ветер»                     | 4:38         |
| 15. | «Один день»                        | 4:41         |
| 16. | «Поднебесные реки»                 | 4:43         |

| №   | Название               | Длительность |
| --- | ---------------------- | ------------ |
| 17. | «Женщина в белом» (**) | 4:55         |
| 18. | «Так и скажи» (**)     | 3:47         |

* — вошла в коллекционное издание 1996 года

** — отсутствовала в первом издании, вошла во все последующие переиздания

## Творческая группа
| - Константин Меладзе — музыка, слова, саунд-продюсер, продюсер, клавишные - Олег Пругло — ударные - Виктор Литвиненко — гитара - Аранжировки — Константин Меладзе - Продюсирование проекта и менеджмент — Евгений Фридлянд - Дизайнер — Ольга Алисова - Дизайн переиздания[какого?] — OBOZ D.S. | В записи альбома принимали участие: - Гитара — Владимир Макаровский (1), Иван Смирнов (2,8), Тоомас Ванем (11, 15), Владислав Шмандин (13) - Саксофон — Батырхан Шукенов (А-Студио) (2) - Звукорежиссёры — Ким Брейтбург, Андрей Усатый (1, 3-7, 10-16), Павел Воротников (2, 8, 9) - Запись сделана на студии Диалог (1, 3-7, 10-16) и студии Аллы Пугачёвой (2, 8, 9) - Мастеринг — Андрей Субботин - Фото — Константин Рынков, личный архив Константина Меладзе |